# Molėtai
Molėtai ou Moletai (en polonais Malaty ; en russe Моле́тай, Moletaï ; et jusqu'au XIXe siècle Malata / Мaлatа[Quoi ?]) est le chef-lieu de la municipalité du district de Molėtai, en Lituanie.
La ville de Moletai, peuplée d'environ 6 850 habitants, est située à une soixantaine de kilomètres au nord de Vilnius, capitale de la Lituanie. La ville est mentionnée pour la première fois dans une source écrite en 1387 par le roi Ladislas II Jagellon, rattachant la paroisse de Malata/Moletai à l'Archidiocèse de Vilnius.

## Histoire
Au début du XVIe siècle, un manoir est édifié pour l'évêque, ainsi qu'une distillerie de bière. En 1522, l'église du village est consacrée. Par la suite, un moulin est construit, puis en 1765 une synagogue pour la communauté juive qui s'élevait à près de 200 personnes. À partir du XVIIIe siècle, la petite cité est devenue un marché important avec l'installation de commerçants et d'artisans.
En juillet 1831, les rebelles de Moletai participant à l'insurrection polonaise sont écrasés par l'armée impériale russe.
En 1861, Moletai devient le chef-lieu de la municipalité du district de Molėtai. Le village compte une importante communauté juive, forte de près de 800 personnes.  
Sous la révolution russe de 1905, les révolutionnaires sont éliminés et les Russes établissent leur propre administration de la paroisse. En 1912, la cité organise la première soirée lituanienne. En 1915-1918, au cours de la Première Guerre mondiale, pendant l'occupation allemande de la Lituanie, Moletai est rattaché au comté de Kreiza.
Lors de la Seconde Guerre mondiale, le 1er juillet 1941, les partisans lituaniens de Moletai restaurent l'autonomie gouvernementale. Peu de temps après, les troupes allemandes investissent Moletai. En août 1941, un Einsatzgruppen de nationalistes lituaniens massacre entre 700 et 1 200 Juifs de la ville lors d'une exécution de masse,.
En 1956, Moletai redevient le chef-lieu de la municipalité du district de Molėtai. 
La ville possède aujourd'hui un centre astronomique avec l'observatoire astronomique de Moletai.

## Lien externe

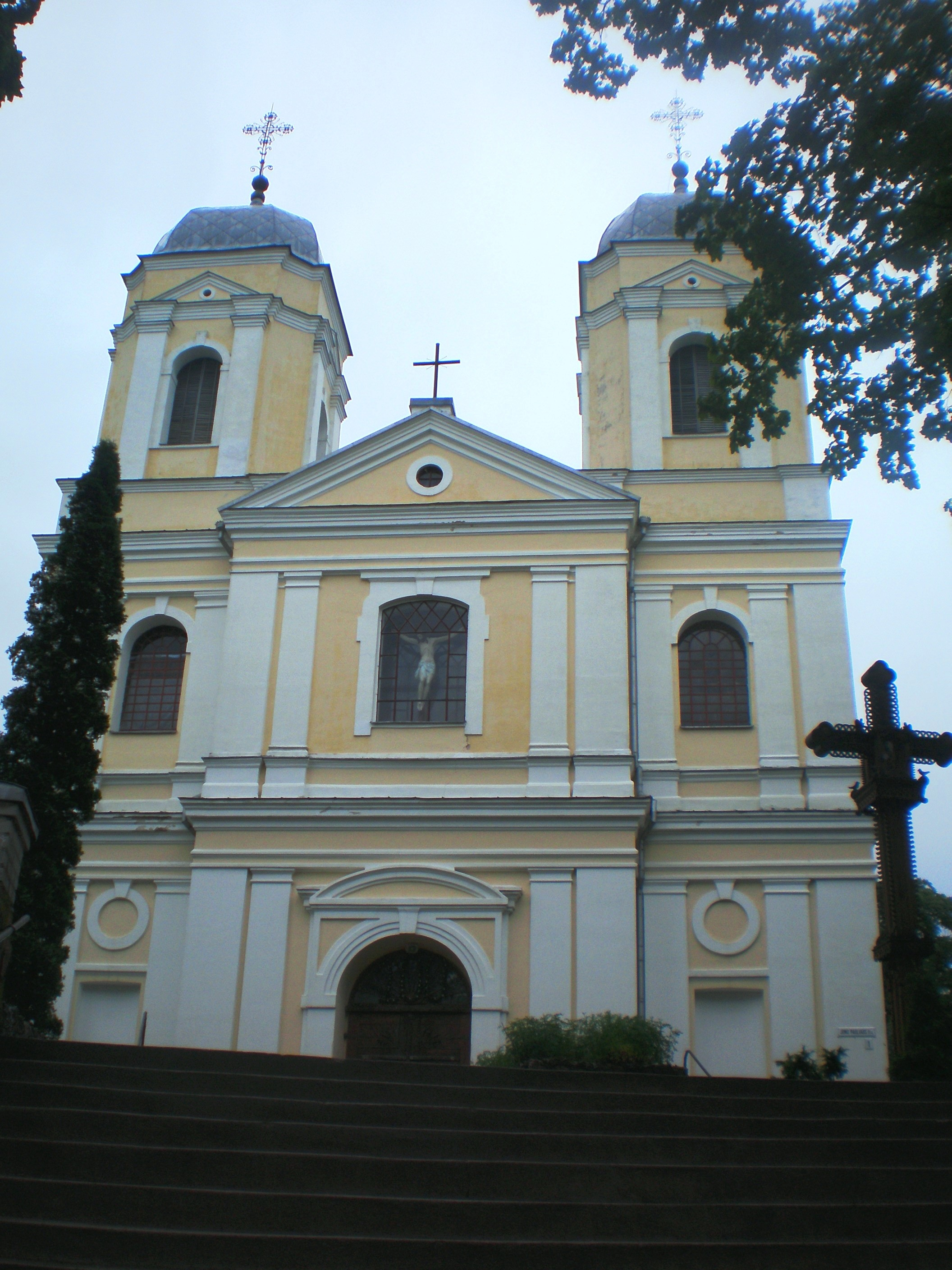
L'église de Moletai.